# Gérald Tenenbaum
Pour les articles homonymes, voir Tenenbaum.
Gérald Tenenbaum, né à Nancy le 1er avril 1952, est un mathématicien et écrivain français, professeur émérite à l'université de Lorraine. Il est spécialiste de théorie analytique et probabiliste des nombres.

## Biographie
Entré à l'École polytechnique en 1972, Tenenbaum s'oriente ensuite vers la théorie des nombres. Il soutient en 1978 à l'université Bordeaux-I une thèse d'État, portant sur les « Lois de répartition des diviseurs ». Après un passage au CNRS comme chargé de recherches, il devient en 1981 professeur de mathématiques à  l'université Henri Poincaré (maintenant université de Lorraine), dans l'Institut Élie-Cartan.
Spécialiste de théorie analytique et probabiliste des nombres, Gérald Tenenbaum a notamment collaboré avec Paul Erdős,. Il est auteur de plus de 180 articles de recherche et d'une demi-douzaine d'ouvrages de mathématiques.
Parallèlement à ses recherches mathématiques, Tenenbaum publie des poèmes (dans la revue Poésie Vivante), des critiques cinématographiques — notamment pour la revue belge Regards, dans les années 1980 —, une pièce de théâtre et des textes romanesques à partir de la fin des années 1990 [réf. nécessaire]. Son roman L'Ordre des jours, paru en 2008 aux éditions Héloïse d'Ormesson (ÉHO), reçoit la même année le prix Erckmann-Chatrian.
En 2019, il publie chez Odile Jacob un essai, en forme d'abécédaire, sur les emprunts des mathématiques au langage courant : Des mots et des maths. Cet ouvrage est lauréat 2019 du Prix Georges Sadler, décerné par l'Académie de Stanislas.

## Travaux mathématiques
Gérald Tenenbaum est l'un des éponymes de la constante d'Erdős-Tenenbaum-Ford,
. Cette constante est {\displaystyle \delta =1-{\frac {1+\ln(\ln 2)}{\ln 2}}=0,08607133\cdots }. Elle intervient dans plusieurs estimations en théorie des nombres, par exemple sur la distribution des entiers ayant un diviseur dans un intervalle donné, sur le nombre d’entiers distincts apparaissant dans une table de multiplication de taille NxN, sur la représentation des entiers comme somme d’un carré quelconque et du carré d’un nombre premier, et bien d’autres.
En collaboration avec Helmut Maier, Tenenbaum a résolu en 1984 une importante conjecture d'Erdős sur la proximité des diviseurs. Cette conjecture affirmait que presque tous les entiers n ont deux diviseurs {\displaystyle d} et {\displaystyle d'}, tels que {\displaystyle d<d'\leq 2d} (Maier et Tenenbaum ont montré en fait que 2 peut être remplacé par n'importe quel nombre plus grand que 1). Plus précisément, ils ont montré que 2 peut être remplacé par {\displaystyle 1+{\frac {1}{\ln(n)^{c}}}}, pour n'importe quel c plus petit que {\displaystyle \ln(3)-1}, ce qui est optimal. Leur preuve s'appuie sur l'analyse de Fourier et un argument de récurrence. Les techniques de cette preuve ont été appliquées ensuite à d'autres questions et « ont donné un nouvel élan à ce domaine de recherche ».
Tenenbaum est également coauteur avec Adolf Hildebrand de l'utilisation arithmétique de la méthode du col. Un premier exemple concerne la fonction de deux variables {\displaystyle \Psi }, {\displaystyle \Psi (x,y)} étant le nombre d'entiers n inférieurs ou égaux à x tels que les diviseurs premiers de n soient inférieurs à y ; on dit maintenant que de tels entiers sont y-friables. Des estimations de {\displaystyle \Psi (x,y)} avaient été données auparavant lorsque y était compris dans certains intervalles dépendant de x. Hildebrand et Tenenbaum ont obtenu par leur nouvelle approche une estimation uniforme, pour tout y entre 2 et x. Ils utilisent d'abord la formule de Perron pour exprimer {\displaystyle \Psi (x,y)}, à un petit terme d'erreur près, comme une intégrale :
{\displaystyle \Psi (x,y)\sim {\frac {1}{2i\pi }}\int _{\sigma -i\ln y}^{\sigma +i\ln y}\zeta (s,y)x^{s}s^{-1}ds,}
où {\displaystyle \sigma } est un réel positif et  {\displaystyle \zeta (s,y)} la fonction zêta de Riemann tronquée, c'est-à-dire {\displaystyle \zeta (s,y)=\prod _{p\leq y}{\frac {1}{1-p^{-s}}}}. En choisissant alors {\displaystyle \sigma } comme un point-selle de {\displaystyle \zeta (s,y)x^{s}}, c'est la partie de l'intégrale au voisinage de ce point qui est la plus importante, ce qui permet d'obtenir l'estimation uniforme voulue. Cette approche a été utilisée avec succès dans d'autres problèmes, comme l'étude du comportement asymptotique de {\displaystyle \theta (x,y,z)} (nombre d'entiers inférieurs ou égaux à x dont les facteurs premiers sont compris entre deux bornes y et z) ou de {\displaystyle p_{k}(n)} (nombre de décompositions d'un entier n en somme de puissances k-ièmes d'entiers), ou l'estimation de sommes de valeurs sur les entiers y-friables inférieurs à x de fonctions arithmétiques ou à dérivée continue,.
Tenenbaum a donné, une version effective de résultats de Eduard Wirsing et Gábor Halász sur l'existence d'une  valeur moyenne pour des fonctions arithmétiques multiplicatives f, c'est-à-dire de la limite M(f), quand x tend vers l'infini, de {\displaystyle {\frac {1}{x}}\sum _{n\leq x}f(n)}. Ces résultats de Wirsing et Halász contenaient par exemple le théorème des nombres premiers ou encore une preuve de la conjecture d'Erdös-Wintner selon laquelle une fonction multiplicative prenant seulement les valeurs +1 et -1 admet une valeur moyenne.
D'autres travaux de Tenenbaum concernent le nombre de solutions entières sur des surfaces de Châtelet, avec Régis de la Bretèche, ou encore la distribution asymptotique de la fonction {\displaystyle (s_{q}(h_{1}n),s_{q}(h_{2}n),\cdots ,s_{q}(h_{r}n))}, avec des entiers non nuls {\displaystyle h_{i}}, où {\displaystyle s_{q}(r)} est la somme des chiffres de r écrit en base q, avec Cécile Dartyge.
Tenenbaum a écrit, seul ou en collaboration, et pour différents publics, des textes de référence sur plusieurs aspects de la théorie des nombres. Son ouvrage Introduction à la théorie analytique et probabiliste des nombres, réédité et traduit en anglais, est décrit comme « un livre … que tout mathématicien désireux d'acquérir de nouvelles connaissances sur les sujets présentés trouvera à la fois utile et stimulant ». Harold Diamond, lui-même spécialiste de la théorie analytique des nombres, commente ainsi la traduction en anglais : « L'auteur a fait d'importantes contributions à la théorie des nombres et sa maîtrise du matériel est reflétée dans l'exposition qui est lucide, élégante et précise. … Ce livre devrait attirer beaucoup d'attention à la fois comme texte et comme référence. » La monographie Divisors, écrite avec Richard Hall, synthétise des résultats sur la distribution des diviseurs d'un entier, en particulier ceux concernant la conjecture d'Erdös démontrée par Tenenbaum et Maier, ainsi que des théorèmes sur la fonction de Hooley {\displaystyle \Delta (n)} (le maximum, sur les u positifs,  du nombre de diviseurs d d'un entier n tels que {\displaystyle u<\ln(d)\leq u+1}). Tenenbaum est aussi le co-auteur, avec Michel Mendès-France, du « Que Sais-je ? » sur les nombres premiers.

## Activités littéraires
Après L'Ordre des jours, Tenenbaum écrit plusieurs autres romans bien accueillis par les critiques.
L'Affinité des traces (ÉHO 2012) a ainsi été sélectionné par le jury du prix Jean-Giono, Peau vive (La Grande Ourse 2014)  par le jury du prix Charles Oulmont-Fondation de France et par le jury du prix Écritures & Spiritualités 2015, Les Harmoniques (éditions de l'Aube 2017) par les jurys du Grand prix de la fiction de la Société des gens de lettres et du prix Charles Oulmont-Fondation de France.
Reflets des jours mauves, paru à l'automne 2019, possède une structure kabbalistique sous-jacente ; L'Affaire Pavel Stein (Cohen&Cohen 2021), écrit en grande partie à la première personne du féminin, comporte une contrainte oulipienne ; Par la racine (Cohen&Cohen 2023) mêle mythologie juive et question du deuil dans un parcours ponctué d'évocations musicales. Ce dernier roman a été sélectionné par le jury du prix Cazes-Brasserie Lipp 2023.
Gérald Tenenbaum est aussi membre des jurys littéraires du Prix Erckmann-Chatrian et du Prix de la Nouvelle littéraire des lycéens lorrains.

## Distinctions
- Prix Gaston-Julia, 1976[32].

- Médaille Albert Châtelet d'algèbre et théorie des nombres, 1985[33].

- Prix Paul Doistau-Émile Blutet de l'information scientifique de l'Académie des sciences, 1999 (conjointement avec Michel Mendès-France)[34].

- Prix Erckmann-Chatrian, 2008[35].

- Prix Georges Sadler de l'Académie de Stanislas, 2019[7].

## Publications

### Mathématiques
- L'épreuve Million ou les tourments d'un mathématicien amoureux, essai de vulgarisation romancée, 2003.
- Divisors, en collaboration avec Richard R. Hall, Cambridge University Press, 1988, paperback edition 2008  (ISBN 978-0521091671).
- Les nombres premiers, en collaboration avec Michel Mendès France, Presses Universitaires de France, coll. Que sais-je ? 1997, 2000.
- Exercices corrigés de théorie analytique et probabiliste des nombres, avec la collaboration de Jie Wu, Société Mathématique de France, 1996.
- Les nombres premiers, entre l'ordre et le chaos, en collaboration avec Michel Mendès France, coll. UniverSciences, Dunod 2011, 2° édition, 2014  (ISBN 978-2100706563).
- Théorie analytique et probabiliste des nombres : 313 exercices corrigés, avec la collaboration de Jie Wu, Le Voile des mots 2024  (ISBN 978-2958737481).
- Introduction à la théorie analytique et probabiliste des nombres, 5e édition, Dunod, 2022  (ISBN 978-2100829835).
- Des mots et des maths, Odile Jacob, 2019  (ISBN 978-2738149008).

### Littérature
- Trois pièces faciles, théâtre, L'Harmattan 1999  (ISBN 2-7384-7280-X).
- Rendez-vous au bord d'une ombre, roman, Le bord de l'eau 2002,  (ISBN 2-911803493).
- Le Geste, roman, Héloïse d'Ormesson 2006; Le Voile des mots 2023  (ISBN 978-2958-7374-50).
- Le Problème de Nath, roman jeunesse, Belin 2007; Le Voile des mots 2023  (ISBN 978-2958737429).
- L'Ordre des jours, roman, Héloïse d'Ormesson 2008,  (ISBN 978-2-35087-088-5); L'Aube poche 2017  (ISBN 978-2815921220); Le Voile des mots 2023,  (ISBN 978-2958737467).
- Souffles couplés, roman, Héloïse d'Ormesson 2010,  (ISBN 978-2-35087-136-3); Le Voile des mots 2023  (ISBN 978-2958737474).
- L'Affinité des traces, roman, Héloïse d'Ormesson 2012; Le Voile des mots 2023  (ISBN 978-2-9587374-1-2).
- Peau vive, roman, La Grande Ourse 2014; Le Voile des mots 2023  (ISBN 978-2-9587374-4-3).
- Regards d'absence , textes en accompagnement des dessins de Philippe Ancel, éds. Serge Domini 2016,  (ISBN 978-2354751135).
- Les Harmoniques, roman, Éditions de l'Aube 2017; Le Voile des mots 2023  (ISBN 978-2958737436).
- Des mots et des maths, essai, Odile Jacob 2019  (ISBN 978-2738149008).
- Reflets des jours mauves, roman, Héloïse d'Ormesson 2019  (ISBN 978-2350875569); Le Voile des mots 2024  (ISBN 978-2958737498).
- L'affaire Pavel Stein, roman, Cohen & Cohen 2021  (ISBN 978-2367490861).
- Par la racine, roman, Cohen & Cohen 2023  (ISBN 978-2367491066).